# Björkåsen
Björkåsen är ett före detta fiskeläge som idag är bebyggd med ett stort antal fritidshus vid Lövångerskusten i Skellefteå kommun. Orten ligger på en udde cirka sju kilometer söder om Bjuröklubb.